# Szamosi Soós Vilmos
Szamosi Soós Vilmos (Kolozsvár, 1885. szeptember 22. – Szentendre, 1972. március 7.) magyar szobrász- és éremművész.

## Életpályája
Fadrusz János szobrásznál kezdett dolgozni, majd 1903-tól az Iparművészeti Iskolában Mátrai Lajosnak, 1908-tól a Képzőművészeti Főiskolán Radnai Bélának volt tanítványa. 1920–1972 között Szentendrén élt, és rajztanárként is dolgozott. 1922-től önarckép-plaketteket készített.

## Művei
- Pécsi dalárda (1910)
- Hegedülő (1915)
- 29. honvéd gyalogezred (1916)
- Idős férfi portréja (1917)
- Limanova (1917)

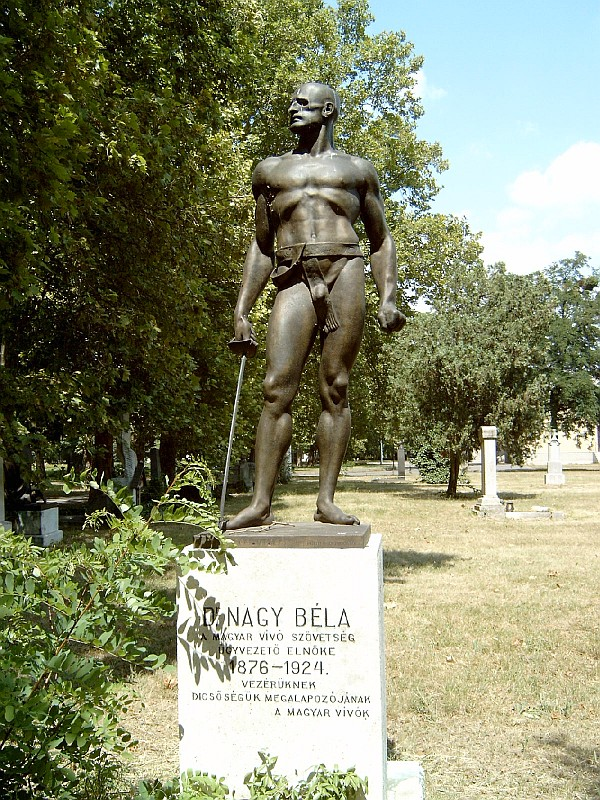
Nagy Béla (1876-1924) vívó, a Magyar Vívó Szövetség ügyvezető elnökének sírja Budapesten. Kerepesi temető: 45-1-90.

- Dr. Nagy Béla síremléke (Budapest, 1924)
- Férfi tanulmányfej (1930)
- Női fej (1930)
- Jó pásztor (Szentendre, 1932)
- Sásdy-Schack Béla síremlék (Budapest, 1936 ?)[1]
- Dr. Gyulai Zoltán (Budapest, 1959)
- Ábrányi Emil-emléktábla (Szentendre, 1960)
- Györe Ödön síremléke (Szentendre, 1963)

## Díjai
- Herbert Vilmos-díj (1920)